# Belisana nahtanoj
Belisana nahtanoj là một loài nhện trong họ Pholcidae. Loài này được phát hiện ở Sulawesi.